# Armáda Republiky Bosna a Hercegovina
Armáda Republiky Bosna a Hercegovina (bosensky Armija Republike Bosne i Hercegovine; cyrilicí: Армија Републике Босне и Херцеговине nebo ARBiH), často označovaná jako armáda Bosny a Hercegoviny, Bosenská armáda nebo Bosňácká armáda, byla založena vládou Republiky Bosna a Hercegovina v roce 1992 po vypuknutí bosenské války.
Po skončení války a podepsání Daytonské mírové dohody v roce 1995 byla transformována na Armádu Federace Bosny a Hercegoviny. ARBiH byla jedinou vojenskou silou na území Bosny a Hercegoviny, kterou ostatní vlády uznaly za legální. Podle zákona o reformě obrany státu byly ozbrojené síly Bosny a Hercegoviny sjednoceny do jediné struktury - ozbrojených sil Bosny a Hercegoviny (OSBiH), což způsobilo, že armády entit zanikly.

## Organizace a velící důstojníci

### Před centralizací
Politické vedení v Sarajevu se sešlo v Mehurici, aby rozhodlo o alternativách, pokud by Slovinsko a Chorvatsko měly následovat své stanovené plány na vyhlášení nezávislosti. Po tomto zasedání správní rady se Hasan Čengić setkal s Rusmir Mahmutćehajićem, aby navrhl vytvoření polovojenské jednotky, která by byla pobočkou SDA. Po schválení Alijou Izetbegovičem vznikla první obranná organizace známá jako „patriotska liga“. Dále vznikla další polovojenská jednotka známá jako „zelené barety“, která by pomáhala místům, kde žádná obrana nebyla organizovaná místními úřady. Když Bosna vyhlásila nezávislost, byla zřízena „teritoriální obrana“ jako oficiální armáda státu a o měsíc později se integrovala patriotska liga. Existence dalších ozbrojených skupin vedla vládu k požadavku sjednocení všech ozbrojených subjektů do jedné formace vytvářející jednu oficiální ozbrojenou sílu. Tento reformní požadavek neměl dlouhého trvání, protože se připojily všechny ostatní entity kromě separatistických a konečně by se vytvořila centralizovaná armáda. Nově reformovaná armáda byla stále známá jako „teritoriální obrana“ až do července, kdy byla oficiálně zřízena armáda Republiky Bosna a Hercegovina.
| Název                                   | Sídlo    | Informace |
| --------------------------------------- | -------- | --- |
| Patriotska liga                         | Sarajevo | Patriotska liga byla první organizovaná polovojenská jednotka vytvořená k obraně národa v případě agrese ze strany protibosňáckých ozbrojenců. |
| Teritoriální obrana Bosny a Hercegoviny | Sarajevo | Teritoriální obrana Bosny a Hercegoviny (Teritorijalna odbrana Bosne i Hercegovine (TO BiH) byly první oficiální ozbrojené síly Bosny a Hercegoviny na začátku bosenské války. Nakonec se transformovaly na Armáda Republiky Bosna a Hercegovina. |
| Zelené barety                           | Sarajevo | Zelené barety byly polovojenskou organizací založenou v Sarajevu. Nakonec byli začleněni do nově založené armády Republiky Bosna a Hercegovina. Toto jméno bylo během války používáno Srby jako hanlivé označení pro Bosňáky, protože mnoho personálu ve vojenské jednotce byli muslimové. |
| Chorvatské obranné síly                 | Ljubuški | Chorvatské obranné síly byly polovojenské jednotky vytvořené v Chorvatsku Chorvatskou stranou práv sloužící jako její vojenské křídlo. Jednotky založené v Bosně by bojovaly po boku bosenských a chorvatských sil. Velitel polovojenských jednotek v Bosně přijal podřízenost generálnímu štábu bosenské armády. Tato volba by ho přiměla k zavraždění protibosenské frakce v chorvatské radě obrany. S přibývajícími mrtvými se tato ozbrojená síla pomalu vytrácela a jen málo jednotek bylo absorbováno a reorganizováno do bosenské armády. |
| Chorvatská rada obrany Sarajevo         | Sarajevo | Chorvatská rada obrany Sarajevo byla založena jako politický a vojenský zástupce Chorvatů v Sarajevu. Organizace Sarajevo byla spojena se zbytkem chorvatské rady obranny. Když bosenskochorvatští separatisté bojovali proti bosenským vládním silám, tato formace nezasáhla. Nakonec byla zrušena a reformována na chorvatskou brigádu „Král Tvrtko“ v rámci 1. sboru bosenské armády. |